# Landtagswahlkreis 6 (Rheinland-Pfalz)
Der Landtagswahlkreis 6 existierte in der Form und Bezeichnung in Rheinland-Pfalz seit dem ersten Landeswahlgesetz vom 7. Dezember 1950 bis zur Landtagswahl 1971. Durch das am 4. Juli 1972 verabschiedete  Landesgesetz zur Änderung des Landeswahlgesetzes wurde die Zahl der Wahlkreise auf 4 verringert und damit der Wahlkreis 6 aufgelöst. Sein Wahlgebiet ging im Wahlkreis 4 auf.

## Chronologie des Wahlkreises bis 1972

### 1950–1970
Im Zuge der Vorbereitungen der zweiten Landtagswahlen am 29. April 1951 beschloss der Landtag von Rheinland-Pfalz das erste Landeswahlgesetz. Durch den § 14 des Gesetzes wurde Rheinland-Pfalz nun in sieben Wahlkreise eingeteilt. Die Wahlkreise orientierten sich an den vorhandenen Regierungsbezirken, die bei der ersten Landtagswahl 1947 den Wahlkreisen entsprachen. Nunmehr wurde dem Wahlkreis 6 vom damaligen Regierungsbezirk Pfalz die Stadtkreise Frankenthal, Ludwigshafen, Speyer, Landau und Neustadt an der Weinstraße sowie die Landkreise Frankenthal, Ludwigshafen, Neustadt an der Weinstraße, Landau und Germersheim als Wahlgebiet zugewiesen. Im Wahlkreis konnten 19 Abgeordnete gewählt werden. 
Gewählte Abgeordnete
| Landtagswahl   | Abgeordnete | Partei | Zahl der Mandate |
| -------------- | --- | ------ | ---------------- |
| 29. April 1951 | Franz Bögler, Luise Herklotz, Hans Hoffmann, Ernst Koehler, Ernst Lorenz, Adolf Merz, Herbert Müller, August Schäfer, Paul Wolf                        | SPD    | 9                |
| 29. April 1951 | Anton Eberhard, Otto Fliesen, Eduard Kern | FDP    | 3                |
| 29. April 1951 | Albert Finck, Franz Heller, Hans Moser, Ludwig Reichling, Oskar Stübinger, Hubert Teschner, Johannes Wolf                                              | CDU    | 7                |
| 15. Mai 1955   | Franz Bögler, Luise Herklotz, Maxim Kuraner, Ernst Lorenz, Adolf Merz, Herbert Müller, Walter Müller Paul Wolf                                         | SPD    | 8                |
| 15. Mai 1955   | August Glesius, Eduard Kern | FDP    | 2                |
| 15. Mai 1955   | Albert Detzel, Fritz Ecarius, Albert Finck, Emil Geörger, Franz Heller, Gustav Hülser, Jakob Kluding, Ludwig Reichling, Ludwig Schuster, Johannes Wolf | CDU    | 10               |
| 19. April 1959 | Franz Bögler, Ernst Lorenz, Adolf Merz, Herbert Müller, Walter Müller Paulus Skopp, Gertrud Wetzel, Paul Wolf                                          | SPD    | 8                |
| 19. April 1959 | August Glesius, Julius Kranzbühler | FDP    | 2                |
| 19. April 1959 | Fritz Ecarius, Josef Freiermuth, Emil Geörger, Karl Grauer, Franz Heller, Gustav Hülser, Helmut Kohl, Eduard Orth, Ludwig Schuster, Winfried Thirolf   | CDU    | 10               |
| 31. März 1963  | Oskar Böhm, Otto Hoos, Ernst Lorenz, Werner Ludwig, Adolf Merz, Herbert Müller, Paulus Skopp, Gertrud Wetzel, Paul Wolf                                | SPD    | 9                |
| 31. März 1963  | Heinrich von Bünau, Eduard Schmurr | FDP    | 2                |
| 31. März 1963  | Albert Detzel, Emil Geörger, Karl Grauer, Franz Heller, Helmut Kohl, Eduard Orth, Ludwig Schuster, Edwin Steinhauer                                    | CDU    | 8                |
| 23. April 1967 | Oskar Böhm, Otto Hoos, Herbert Müller, Jakob Müller, Paulus Skopp, Gertrud Wetzel, Paul Wolf                                                           | SPD    | 7                |
| 23. April 1967 | Heinrich von Bünau, Hans-Otto Scholl | FDP    | 2                |
| 23. April 1967 | Kurt Böckmann, Wolfgang Brix, Wilhelm Engelbreit, Emil Geörger, Helmut Kohl, Eduard Orth, Ursula Starlinger, Oskar Stübinger                           | CDU    | 8                |
| 23. April 1967 | Kurt Otto | NPD    | 1                |

### 1970–1972
Im Zuge der Vorbereitungen der siebenten Landtagswahlen am 21. März 1971 beschloss der Landtag von Rheinland-Pfalz am 7. Juli 1970 eine Änderung des Landeswahlgesetzes. Sie wurde auch durch die Auflösung des Regierungsbezirkes Montabaur, die 1968 stattfand, sowie die Kreisreform in Rheinland-Pfalz notwendig. Durch den § 12 des Gesetzes wurde Rheinland-Pfalz nun in sechs Wahlkreise eingeteilt. Der Wahlkreis 6 bekam nun ein völlig anderes Wahlgebiet, umfasste einen Teil des  vormaligen Wahlkreises 7 und bestand nun aus den kreisfreien Städten Kaiserslautern, Zweibrücken und Pirmasens sowie den Landkreisen Kusel, Kaiserslautern, Zweibrücken, Pirmasens und dem Donnersbergkreis. Dem Wahlkreis wurden nun 15 Abgeordnete zugesprochen. 
Gewählte Abgeordnete
| Landtagswahl  | Abgeordnete | Partei | Zahl der Mandate |
| ------------- | --- | ------ | ---------------- |
| 21. März 1971 | Helmut Adamzyk, Karl Bäcker, Detlef Bojak, Hans Hermann, Werner Hublitz, Philipp Mayer, Karl Walter Müller, Oskar Munzinger | SPD    | 8                |
| 21. März 1971 | Gisela Büttner, Paul Durm, Peter Haberer, Kurt Rocker, Edwin Steinhauer, Theo Vondano, Werner Weiß                          | CDU    | 7                |

Am 4. Juli 1972 wurde das Landesgesetz zur Änderung des Landeswahlgesetzes verabschiedet, in dessen Folge Rheinland-Pfalz nun in vier Wahlkreise aufgeteilt wurde. Der Wahlkreis 6 wurde aufgelöst, sein Wahlgebiet ging zur Landtagswahl 1975 im Wahlkreis 4 auf.